# Gobezayehu Getachew Yilma
Gobezayehu Getachew Yilma (ur. 4 grudnia 1978 w Dodola) – etiopski duchowny rzymskokatolicki, od 2025 wikariusz apostolski Awasy, biskup. 

## Życiorys
Święcenia prezbiteratu przyjął 16 stycznia 2005 i został inkardynowany do wikariatu apostolskiego Meki. Był m.in. sekretarzem wikariusza apostolskiego, kierownikiem sekretariatu generalnego, a także wikariuszem delegatem.
15 listopada 2024 został mianowany wikariuszem apostolskim Awasy. Sakry biskupiej udzielił mu 9 lutego 2025 kardynał Berhaneyesus Demerew Souraphiel.